# Еберхард (Бавария)
Еберхард (на немски: Eberhard; * 912; † ок. 940) е херцог на Бавария от 937 до 938 г. от династията Луитполдинги. Той наследява баща си на трона и през 938 г. крал Ото I го сваля и изгонва.

## Биография
Еберхард е най-големият син на баварския херцог Арнулф I Лошия († 14 юли 937, Регенсбург) и Юдит от Фриули (* сл. 888; † ?, от род Унруохинги), дъщеря на Еберхард († сл. 889), граф на Зюлхгау, и Гизела (дъщеря на граф Валтфред от Верона).
През 933 или 934 г. след смъртта на крал Рудолф II от Бургундия му е предложена лангобардската корона на Италия, заради произхода на майка му от Унруохингите, но походът на Еберхард в Италия се проваля.
През 937 г., след смъртта на баща му Арнулф I, Еберхард става негов наследник на трона в Херцогство Бавария. Германският крал Ото I решава да възстанови властта на Германия над Бавария и го напада през пролетта и есента на 938 г. Той сваля Еберхард от престола и го изгонва. Ото поставя на мястото на Еберхард за херцог Бертхолд, който дотогава е херцог на Каринтия. Братът на Еберхард, Арнулф II (* 913; † 954), който му помагал, e помилван и поставен на новосъздадената служба пфалцграф на Бавария.
По-нататъшната съдба на Еберхард не е известна: възможно е той да умира през 940 г. или отива в Унгария и помага на въстаналите князе през 953 г.

## Семейство
Еберхард е женен от ок. 935 г. за Луитгарда от Лотарингия-Вердюн (ок. 920 – сл. 960), дъщеря на лотарингския пфалцграф Вигерих от Вердюн, и има децата:
- Вигфрид от Вердюн († 31 август 983), става 959 г. епископ на Вердюн
- Вихбурга Баварска († сл. 980), омъжва се първо за граф Пилгрим от род Пилгримиди (около Фрайзинг), след неговата смърт за баварския пфалцграф Хартвиг I от род Арибони.